# Fiordo de Solway
El fiordo de Solway (en inglés, Solway Firth) es un fiordo que delimita la frontera entre Inglaterra y Escocia, entre los condados de Cumbria y de Dumfries and Galloway. El fiordo comprende una parte del mar de Irlanda. 

## Geografía

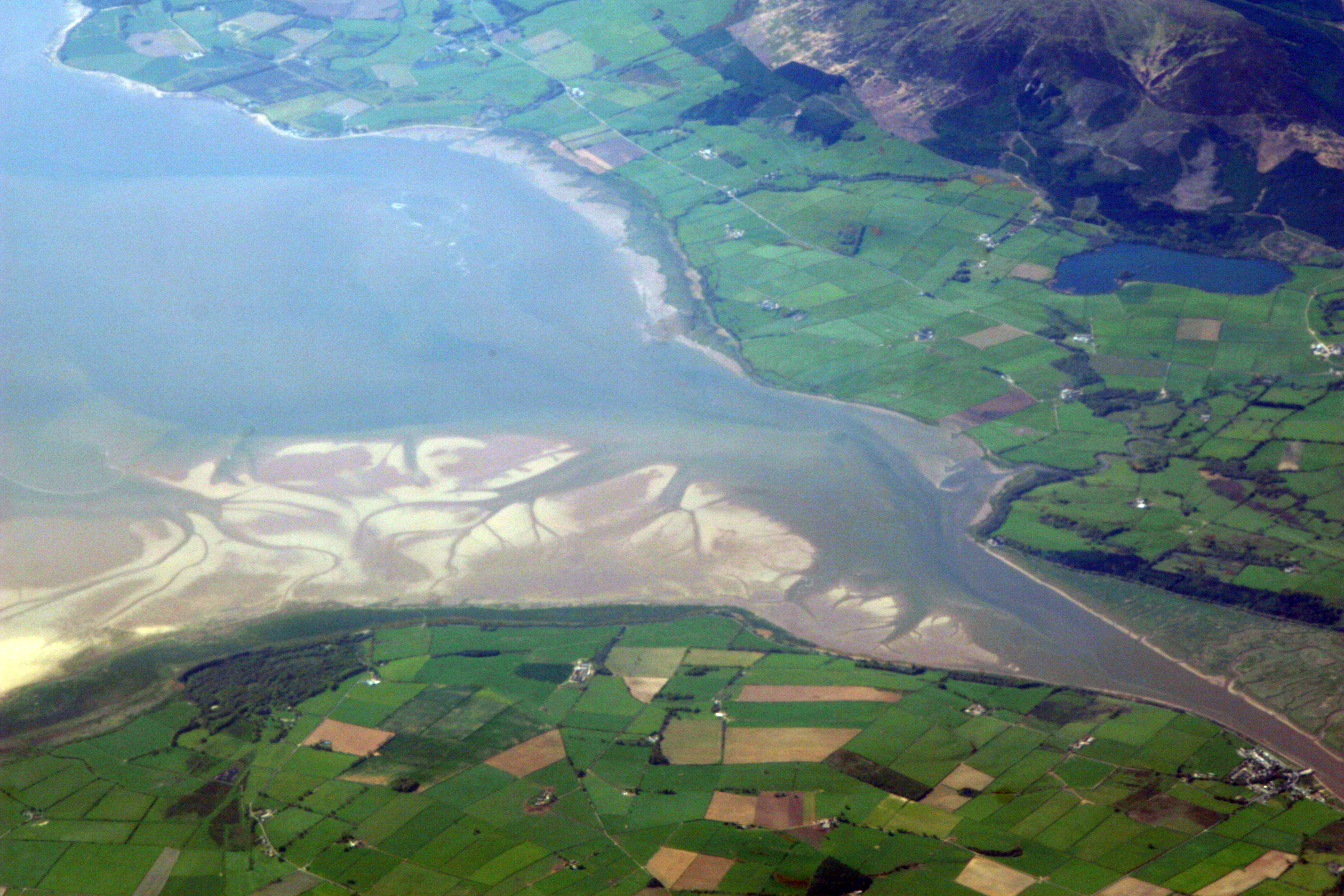
El estuario del río Nith, al fondo del fiordo.

Este fiordo se extiende desde una línea que une St Bees Head, justo al sur de Whitehaven, en Cumbria, hasta el Promontorio de Galloway (Mull of Galloway), en el extremo occidental de Dumfries y Galloway. La isla de Man también está muy cerca de la entrada del fiordo. 
El litoral del fiordo, caracterizado por colinas de pequeña altitud y pequeñas montañas, está considerado como el litoral más pintoresco de las islas británicas, habiendo sido declarado como «Area of Outstanding Natural Beauty» (traducido, Área de Belleza Natural Destacada) en 1964.
Se trata principalmente de una zona rural, donde las pesquerías y la agricultura de montaña (así como algunos cultivos) siguen desempeñando una parte importante en la economía local, aunque el turismo va en aumento.
En 2007 se inició la construcción del parque eólico marino Robin Rigg, con 60 aerogeneradores que proporcionan una potencia de 180 MW.
En el fiordo de Solway se han filmado películas como The Wicker Man de Edward Woodward, rodada en Kirkcudbright.

## Historia

En la parte inferior de la imagen se ve el Muro de Adriano, que iba desde el fiordo de Solway a la costa oriental de Escocia.

Los primeros registros de la historia de la zona, incluyendo la llanura de Solway, se refieren a la colonización romana de esa parte de Britania. En el año 122 el emperador Adriano ordenó construir el muro de Adriano, conectando la llanura de Solway con la costa oriental de Britania. 
La denominación «Solway» es de origen anglosajón y se originó en el siglo XIII por el nombre de un vado en los barrizales en Eskmouth. «Sol» es la palabra de barro, y «wæth» hace referencia a un vado. Los tres vados en la zona en ese momento eran el Annan o Bowness Wath; el Dornock Wath (una vez llamado el Sandywathe); y el principal, el Solewath, o Solewath, o Sulewad. 
Entre 1869 y 1921, el estuario fue cruzado por la Solway Junction Railway en un viaducto de hierro de 1780 m (Edgar y Sinton, 1990). La línea fue construida para transportar el mineral de hierro desde la zona de Whitehaven a Lanarkshire y fue financiado y operado por la Caledonian Railway de Escocia. El ferrocarril no fue un éxito financiero. Después de que el ferrocarril dejó de funcionar, el puente se convirtió en un popular sendero para los residentes de Escocia («seca» en domingo) para viajar a Inglaterra, donde disponían de bebidas alcohólicas. El viaducto fue demolido entre 1931 y 1933.

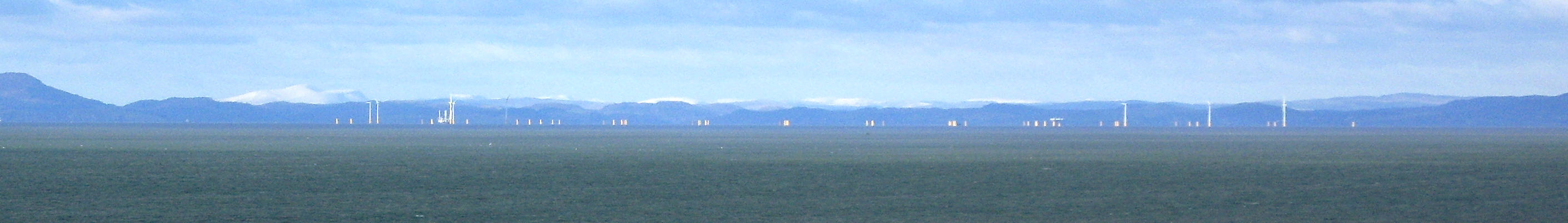
Parque eólico marino de Robin Rigg.